# الاتحاد للديمقراطية والسلام في ساحل العاج
الاتحاد للديمقراطية والسلام في ساحل العاج (بالفرنسية: Union pour la démocratie et la paix en Côte d'Ivoire)‏ هو حزب سياسي في ساحل العاج بقيادة تويكيوس مبري. في الانتخابات البرلمانية لعام 2011، فاز الحزب بسبعة مقاعد. في الانتخابات البرلمانية لعام 2016، فاز بستة مقاعد. يميل الحزب إلى رؤية المزيد من الدعم بين شعب دان.